# Kristiansand
Kristiansand (predhodno Christianssand) je mesto, občina in glavno mesto okrožja Vest-Agderja na jugu Norveške. Občina je imela leta 2014 86.000 prebivalcev, s čimer je bila šesta največja občina na Norveškem, z okolico pa 155.000.